# Johan Gottlieb Gahn
Johan Gottlieb Gahn (n. 19 august 1745, Ovanåkers församling⁠(d), Comitatul Gävleborg, Suedia – d. 8 decembrie 1818, Falu Kristine church parish⁠(d), Comitatul Dalarna, Suedia) a fost un chimist și metalurgist suedez, cunoscut pentru descoperirea elementului mangan (în 1774).
Gahn a studiat în Uppsala (1762–1770) și s-a familiarizat cu studiile chimiștilor Torbern Bergman și Carl Wilhelm Scheele. În 1770 s-a stabilit la Falun, unde s-a ocupat de îmbunătățirea procesului de prelucrare a cuprului prin topire și a fost implicat în construirea mai multor fabrici, inclusiv pentru producția de vitriol și sulf.
În 1770, în colaborare cu Carl Wilhelm Scheele, a descoperit că fosforul este o componentă de bază a oaselor; ulterior Scheele a reușit să izoleze elementul chimic din oase.
Între 1773 și 1817 a fost chimist al Consiliului suedez al minelor Bergskollegium. Gahn a foarte reticent în a-și publica el însuși rezultatele științifice, dar le-a comunicat în mod liber lui Bergman și Scheele. Una dintre descoperirile lui Gahn a fost că dioxidul de mangan ar putea fi redus la forma metalică folosind carbon, devenind primul care a izolat acest element în forma sa metalică. 
În 1784, Gahn a fost ales membru al Academiei Regale Suedeze de Științe. El și-a clădit, de asemenea, o carieră managerială în mineritul suedez.

## Legături externe
- Articol în Svenskt biografiskt handlexikon  sv
- Eggerlz HP, Palmstedt C. Nekrolog. Jahann Gottlieb Gahns Leben.  // Jahrbuch der Chemie und Physik.  - Nürnberg, 1822.  P. 140.